# Notosuchus
Notosuchus è un genere estinto di rettili, appartenente ai crocodilomorfi. Visse nel Cretaceo superiore (circa 80 milioni di anni fa) e i suoi resti fossili sono stati ritrovati in Argentina.

## Un piccolo coccodrillo dal muso corto
Di piccola taglia (non doveva superare il metro e mezzo di lunghezza), questo animale era di aspetto davvero bizzarro se confrontato con i coccodrilli attuali: innanzitutto, le zampe erano allungate e permettevano al notosuco di camminare ben sollevato dal terreno. In secondo luogo, il cranio era di forma rettangolare ed era molto raccorciato, e forse terminava in un grugno simile a quello di un maiale. Questo strano muso potrebbe implicare abitudini alimentari piuttosto particolari per il notosuco: forse era un animale necrofago, o forse includeva nella sua dieta piccoli animali o addirittura piante. Sembra inoltre che il notosuco fosse provvisto di denti superiori simili a canini notevolmente allungati.

## Parentele
Resti di notosuco sono stati rinvenuti nella formazione di Neuquén in Patagonia (età Santoniano o Coniaciano). Sono note due specie di questo animale: Notosuchus terrestris, la specie tipo descritta nel 1896, il cui nome significa "coccodrillo terrestre del Sud", e Notosuchus lepidus. Altri animali strettamente imparentati con il notosuco, come Adamantinasuchus, Candidodon e Malawisuchus, svilupparono denti molariformi per una dieta evidentemente erbivora. Altre forme leggermente più evolute, come Baurusuchus, divennero invece specializzati predatori terrestri.